# 石母田光頼
石母田 光頼（いしもだ みつより）は、戦国時代の武将。伊達氏の重臣。陸奥国伊達郡石母田城主。

## 生涯
石母田氏は、甲斐源氏・武田氏の庶流と称し、伊達氏初代・朝宗が奥州合戦の功によって源頼朝から陸奥国伊達郡を拝領した時、朝宗に従って伊達郡石母田の地に下り、石母田氏を名乗ったという。石母田氏は伊達家において一家の家格を有する重臣（「累世一家之臣」）ながらも、同じく伊達氏の重臣である桑折氏・田手氏などと同様に系図上には不明な点が多い。
『石母田正統家譜考証』では父は石母田左衛門佐信景とされている。光頼は伊達稙宗・晴宗の二代に仕え、奉行職を務めたという。天文11年（1542年）に勃発した天文の乱では、晴宗方に属して戦った。乱中の一時期において、石母田城が稙宗方の本城となっているが、その当時の石母田城主は稙宗方の石母田宮内少輔であった。このため、天文の乱以前は宮内少輔が石母田氏の当主であったが、天文17年（1548年）に乱が晴宗方の勝利で終結すると宮内少輔が失脚し、代わって晴宗方の光頼が石母田氏の当主となったと見る説もある。
天文22年（1553年）1月、晴宗から伊達西根ノ内分の所領である伊達郡石母田村その他数郷を安堵されている。弘治元年（1555年）、晴宗が奥州探題に補任された際、光頼は桑折景長・牧野久仲と共に守護代に任ぜられ、将軍・足利義輝より毛氈鞍覆・白傘袋等の使用を許され、従五位下・安房守に叙任。光頼はこの御礼として義輝に御太刀一腰・御馬一匹・青銅三千疋を献上し、義輝からは答礼として奉公衆で足利氏一族である上野信孝が遣され奉書を賜ったという。
永禄2年（1559年）石母田城にて嫡男・景頼が誕生している。『石母田正統家譜考証』によれば、景頼は幼少の頃両親が亡くなり、晴宗の命によって佐藤長内に養育されたとあることから、この頃に光頼は没したと考えられる。

## 系譜
- 父：石母田信景
- 母：不詳
  - 弟：石母田氏頼 - 伊達輝宗の代に、禄若干を以て別に家を興すことを許され、その子孫は江戸時代には召出の家格を与えられた[1]。
  - 弟：玄有（一門和尚）
- 妻：桑折氏の娘
  - 石母田景頼